# Jaime Gómez Ardila
Jaime Andrés Gómez Ardila (19 de julho de 1973) é um atleta de boliche colombiano que foi campeão sul-americano em Medellín 2010.

## Jogos Sul-Americanos de 2010
Foi reconhecido o seu triunfo por ser o quinto atleta com mais medalhas da delegação da Colômbia nos jogos de Medellín 2010.
Por seu desempenho na nona edição dos Jogos, foi destaque por ser o sétimo atleta com o maior de número de medalhas entre todos os participantes do evento, com um total de 6 medalhas:
- , Medalha de ouro: Boliche Duplas masculino
- , Medalha de ouro: Boliche Trios masculino
- , Medalha de ouro: Boliche Quartetos masculino
- , Medalha de ouro: Boliche Todos os eventos por equipes
- , Medalha de ouro: Boliche Masters  masculino
- , Medalha de prata: Boliche Individual masculino